# Frank Bruno
Franklin Ray Bruno, angleški boksar, * 16. november 1961, Hammersmith, Anglija.
Leta 1985 je Frank Bruno postal evropski boksarski prvak v težki kategoriji, ter svetovni prvak v težki kategoriji leta 1995. Po porazu, ko mu je nasproti stal Mike Tyson, se je upokojil. Njegova dobrosrčnost in pozitivno naravnana osebnost sta mu omogočila, da je postal priljubljena televizijska osebnost, kjer je v devetdesetih letih 20. stoletja nastopil tudi v pantomimah.